# Кашина Кјари (Бергамо)
Кашина Кјари је насеље у Италији у округу Бергамо, региону Ломбардија.
Према процени из 2011. у насељу је живело 25 становника. Насеље се налази на надморској висини од 205 m.